# Cu xanh mỏ quặp
Cu xanh mỏ quặp (danh pháp hai phần: Treron curvirostra) là một loài chim trong họ Columbidae.

## Phân bố
Phạm vi phân bố trải dài qua các khu vực phía đông của Tiểu lục địa Ấn Độ và Đông Nam Á, trải dài từ Đông Himalayas đến Borneo và Sumatra.
Loài này được tìm thấy trên Bangladesh, Bhutan, Brunei, Campuchia, Hồng Kông, Ấn Độ, Indonesia, Lào, Malaysia, Myanmar, Nepal, Philippines, Singapore, Thái Lan, Tây Tạng và Việt Nam.